# 郡公
郡公，是中国古代的一种封爵。曹魏始置，一直延续到明朝初年。亦傳至越南。

## 魏晋南朝
魏晉南朝時期，郡公為異姓功臣（禪代前的權臣除外）的最高封爵，皆為實封，有封国、食邑，开国置国官，具有世襲性。食邑從數千戶到萬戶不等。郡公以郡立國，封國置相，其職責相當於太守。

### 曹魏
曹魏咸熙元年（264年），在晉王司馬昭的主持下，創建了五等爵，分為郡公、縣公、大國侯、次國侯、大國伯、次國伯、大國子、次國子、大國男、次國男十級，郡公為最高的一級，居第一品。郡公仅封一人，為长乐公司馬孚。

### 晉朝
晋朝郡公為第一品爵，食邑一般为三千户，置妾6人，車前司馬14人，旅賁50人。配有：金章、玄朱绶、綠紫绀、三梁冠、九縫皮牟、八斿旗、七旒冕。
西晉時期郡公的國官有：
- 相：1人，第五品
- 三卿：
  - 郎中令：1人，第六品
  - 中尉：1人，第六品
  - 大農：1人，第六品
- 上軍將軍：1人，第六品，置军1500人
- 侍郎：2人，第八品
- 四令：
  - 典書令：1人，第八品
    - 典書令丞：1人

  - 典祠令：1人，第八品
  - 典衛令：1人，第八品
  - 學官令：1人，第八品
- 陵長：1人，第九品
- 廟長：1人，第九品
- 牧長：1人，第九品
- 謁者：4人，第九品
- 中大夫：6人，第九品
- 典醫丞：1人，第九品
- 典府丞：1人，第九品
- 治書：4人
- 舍人：10人
- 世子庶子：1人

东晋时，省去中尉、上軍將軍，其它与西晋时相同。

### 南朝
南朝宋、南齊的制度與東晉相同。
梁朝時，開國郡公为十七班爵，位视三公（十八班），境内被尊称為第下，自稱寡人，國官向其稱臣。郡公的國官有：
- 相
- 三卿：
  - 郎中令：七班
  - 大農：六班
  - 中尉：五班
- 侍郎：三班
- 典祠令
- 典書令：一班
- 典衛長

陳朝時，開國郡公為第二品爵，视中二千石。

## 元魏、北齊
元魏、北齊時，異姓功臣可以封王，郡公為僅次於郡王的封爵，有實封、虛封兩種。

### 元魏
北魏初期的封爵皆為虛封，爵位可以世襲（追贈者不可世襲）。孝文帝時，改革封爵制度，郡公分為兩類：
- 开国郡公，第一品，為實封，封國置相一人，其職責相當於太守。
- 散郡公，從第一品，為虛封。

### 北齊
北齊時，开国郡公為从一品，散郡公為正二品。

## 北周到明朝
從北周開始，开国郡公之上增設國公一爵。五等爵皆無實際封國，郡公雖帶有“開國”二字，但並不開國，“開國”二字成為榮譽稱號。唐朝以後，郡公一般不可世襲，常為虛封。明朝初年，取消郡公一爵，以後不再複置。